# Shaiborlang Kharpan
Shaiborlang Kharpan (sinh ngày 8 tháng 8 năm 1995 ở Meghalaya) là một cầu thủ bóng đá người Ấn Độ thi đấu ở vị trí tiền đạo cho Kerala Blasters F.C. tại Hero Indian Super League.

## Sự nghiệp

### Shillong Lajong
Kharpan là một sản phẩm trẻ của Shillong Lajong F.C.. Anh được đẩy lên đội chính đầu mùa giải 2013-14. Anh có màn ra mắt ngày 14 tháng 12 năm 2013 trước Sporting Clube de Goa tại Sân vận động Duler, Mapusa, Goa khi vào sân từ ghế dự bị thay cho Redeem Tlang ở phút 67 và Shillong Lajong thất bại 5-1.

## Quốc tế
Kharpan là một phần của U-19 Ấn Độ tham dự Vòng loại giải vô địch bóng đá U-16 châu Á 2014 tổ chức ở Qatar tháng 10 năm 2013, nơi anh được thi đấu 3 trận.